# Kanton Ferney-Voltaire
Der Kanton Ferney-Voltaire war bis 2015 ein französischer Wahlkreis im Département Ain in der Region Rhône-Alpes. Er umfasste acht Gemeinden im Arrondissement Gex; Hauptort war Ferney-Voltaire.

## Einwohner
| Bevölkerungsentwicklung | Bevölkerungsentwicklung |
| Jahr                    | Einwohner               |
| ----------------------- | ----------------------- |
| 1962                    | 5355                    |
| 1968                    | 8342                    |
| 1975                    | 15.304                  |
| 1982                    | 19.066                  |
| 1990                    | 25.239                  |
| 1999                    | 28.434                  |
| 2006                    | 32.795                  |
| 2011                    | 38.902                  |

## Gemeinden
| Gemeinde            | Einwohner Jahr | Fläche km² | Bevölkerungsdichte | Code INSEE | Postleitzahl |
| ------------------- | -------------- | ---------- | ------------------ | ---------- | ------------ |
| Ferney-Voltaire     | 9.236 (2013)   | 4,78       | 1932 Einw./km²     | 01160      | 01210        |
| Ornex               | 4.276 (2013)   | 5,64       | 758 Einw./km²      | 01281      | 01210        |
| Prévessin-Moëns     | 7.560 (2013)   | 12,07      | 626 Einw./km²      | 01313      | 01280        |
| Saint-Genis-Pouilly | 9.635 (2013)   | 9,77       | 986 Einw./km²      | 01354      | 01630        |
| Sauverny            | 1.059 (2013)   | 1,89       | 560 Einw./km²      | 01397      | 01220        |
| Sergy               | 2.028 (2013)   | 9,46       | 214 Einw./km²      | 01401      | 01630        |
| Thoiry              | 6.006 (2013)   | 28,93      | 208 Einw./km²      | 01419      | 01710        |
| Versonnex           | 2.157 (2013)   | 5,89       | 366 Einw./km²      | 01435      | 01210        |

## Politik
| Vertreter im conseil général des Départements | Vertreter im conseil général des Départements | Vertreter im conseil général des Départements |
| Amtszeit                                      | Name                                          | Partei                                        |
| --------------------------------------------- | --------------------------------------------- | --------------------------------------------- |
| 2004–2011                                     | Jocelyne Boch                                 | UMP                                           |
| 2011–2015                                     | Jean-Paul Laurenson                           | DVG                                           |